# Hubert Droogmans
Maria Franciscus Andreas Hubertus (Hubert) Droogmans (Hasselt, 6 september 1858 - Brussel, 31 augustus 1938) was een Belgisch politicus en topambtenaar van in de Onafhankelijke Congostaat en het latere Belgisch-Congo.

## Carrière
Hij groeide op in het Limburgse Stal, een gehucht van de gemeente Koersel. In 1877 studeerde Droogmans af aan het Hoger Handelsinstituut te Antwerpen en ging het daaropvolgende jaar naar Philadelphia waar hij aan de slag ging op het consulaat-generaal. 
In 1885 keerde Droogmans terug uit de Verenigde Staten en ging op vraag van zijn stadsgenoot Hubert Van Neuss aan de slag op het departement Financiën van de Onafhankelijke Congostaat. In september 1894 werd Droogmans er secretaris-generaal. Tot 1900 stond het departement onder leiding van administrateur-generaal Edmond van Eetvelde maar vanaf 1900 rapporteerde Droogmans rechtstreeks aan de koning die vanaf dan de administratie rechtstreeks ging beheren. Hij bleef secretaris-generaal tot bij de opheffing van de Onafhankelijke Congostaat in 1908. Daarna was Droogmans tot 1911 de allereerste secretaris-generaal van het pas opgerichte ministerie van Koloniën.
Ondertussen was in 1900 het Comité Spécial du Katanga (CSK) gesticht. Dit comité had tot taak te zorgen voor de kolonisatie en de ontwikkeling van de mijnprovincie Katanga dat als nieuw gebied bij de Onafhankelijke Congostaat was gevoegd. Droogmans werd benoemd tot de allereerste voorzitter en zou dit blijven tot in 1929. In 1904 verschenen onder impuls van Hubert Droogmans de eerste kaarten van Katanga.
In 1906 stichtte koning Leopold II samen met Droogmans en Jean Jadot van de Generale Maatschappij van België de drie zusterbedrijven Union Minière du Haut Katanga, Fominière en de Compagnie du chemin de fer du Bas-Congo au Katanga die het grootste deel van de Congolese economie zouden beheersen.
Droogmans was lid van de Raad van bestuur van het Rode Kruis van Belgisch-Congo en was administrateur van het Koningin Elisabethfonds voor de Geneeskundige Hulp aan de Inlanders van Belgisch-Congo (FOREAMI). Verder was hij lid van de Sectie der Natuur- en Geneeskundige Wetenschappen van het Koninklijk Belgisch Koloniaal Instituut en de Hogere Raad voor Koloniale Volksgezondheid.
Hij was intussen ook het dorp waar hij opgroeide niet vergeten. Hij bracht de lokale landbouwers uit Stal nieuwe landbouwtechnieken bij en liet modelboerderijen bouwen. Hij zorgde voor de stichting van een parochie en was medefinancier van de bouw van de eerste kerk in 1909.

## Huldebetuigingen
- Een mineraal werd in 1925 naar hem vernoemd: het droogmansiet.
- In Stal zijn een straat en een plein naar hem genoemd.

## Privé
In 1892 huwde Droogmans en verhuisde hij definitief naar Brussel waar hij in de buurt van de Louizalaan ging wonen. Hubert Droogmans was de vader van Marcelle Droogmans die van 18 augustus 2007 tot 14 januari 2008 de oudste mens van België was en de respectabele leeftijd van 109 jaar bereikte.

## Werken
- Le Congo, quatre conférences publiques (1894)
- Notices sur le Bas-Congo (1901)